# Imad Fares
Imad Fares (ur. 1979 w Sakikda) – algierski kompozytor, aranżer i producent. Tworzy muzykę world music, rumba spanish guitar, jazz i muzykę latynoamerykańską. Ukończył Conservatoire de Musique w Sakikda, a następnie muzykologię w Institut Régional de Formation Musicale w Annaba. Wirtuoz gitary. Gra również m.in. na mandoli, perkusji oraz na instrumentach klawiszowych.
W 2013 roku wydał pierwszą płytę pt. "Mediterranean Tango", zawierającą głównie utwory taneczne. W 2018 muzyk zgromadził autorskie aranżacje i interpretacje polskich kolęd, które nagrał na drugą płytę pt. "Wśród nocnej ciszy". W 2021 roku ukazał się jego trzeci album, zatytułowany "Spirit of Goodwill". Dotychczas opublikował cztery oficjalne teledyski do swoich utworów: Missing of you, Silent night, Bóg się rodzi i Gdy się Chrystus rodzi.
Twórczość muzyka przedstawiono zarówno w polskich, jak i algierskich mediach, m.in.: Radio Kraków, TVN24 i System DZ. W 2014 roku został laureatem konkursu Hello Europe, gdzie wygrał głosowanie na najlepszego artystę ulicznego. Nagranie z jego wykonaniem coveru utworu Pharaon uzyskało ponad 38 milionów wyświetleń w serwisie You Tube. W swojej karierze Fares grał w zespołach tworzących world music, tradycyjną muzykę afrykańską, a także rock. Od 2012 r. muzyk wykonuje występy uliczne na Rynku Głównym w Krakowie.

## Dyskografia[9]
Mediterranean Tango (2013)
1. Mediterranean Tango
2. Missing of you
3. Cubanos
4. Orien
5. The rhythm of the joy
6. Rusicada
7. Memory
8. Rumba of desert

Wśród nocnej ciszy (2018)
1. Gdy się Chrystus rodzi
2. W żłobie leży
3. Bóg się rodzi
4. Wśród nocnej ciszy
5. Przybieżeli do Betlejem
6. Do szopy, hej pasterze
7. Lulajże Jezuniu
8. Cicha noc
9. Dzisiaj w Betlejem
10. Oj, Maluśki, Maluśki
11. Ave Maria

Spirit of Goodwill (2021)
1. Beautiful Life
2. Freedom
3. Fantasy Caravan
4. Eternal Flame
5. Fly
6. Spirit of Goodwill
7. Reflection
8. Hope
9. Feeling
10. The Reason
11. Pharaon
12. Horizon